# Egon Chorinský z Ledské
Egon hrabě Chorinský z Ledské (německy Egon Graf Chorinsky, Freiherr von Ledske; 17. prosince 1842 Veselí nad Moravou – 3. května 1907 Vídeň) byl moravský šlechtic a rakousko-uherský admirál. U c. k. námořnictva sloužil od roku 1859 a byl účastníkem několika válek. Svou kariéru završil jako nejvyšší hofmistr arcivévody Karla Štěpána. V roce 1906 byl u námořnictva povýšen do hodnosti viceadmirála.

## Životopis

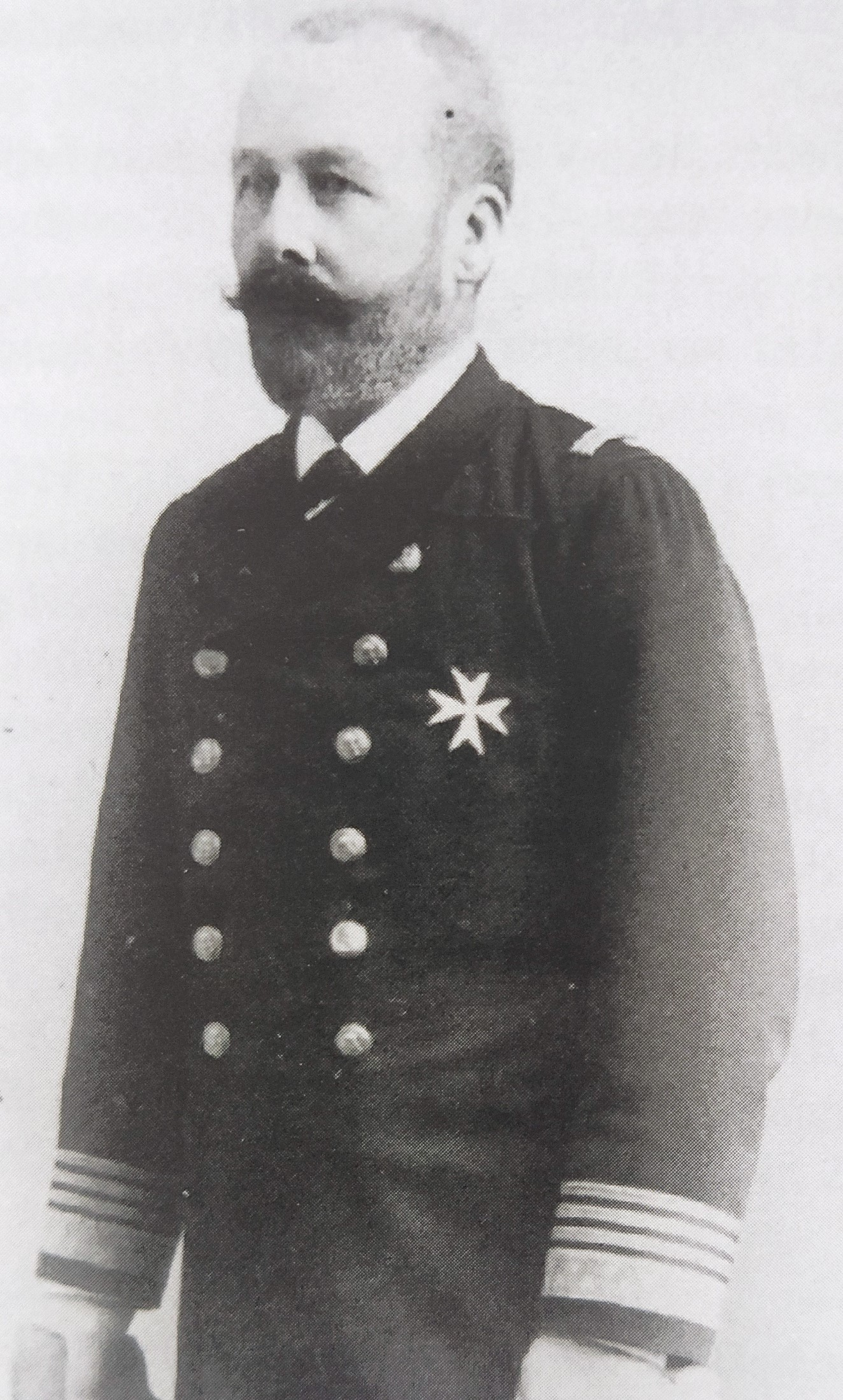
Hrabě Egon Chorinský z Ledské

Pocházel ze staré šlechtické rodiny Chorinských z Ledské, patřil k početné rodině hraběte Bedřicha Karla Chorinského (1802–1861) a jeho manželky Marie Terezie, rozené princezny Esterházyové (1813–1894), po matce byl vnukem rakouského diplomata knížete Pavla Antonína Esterházyho. Egon se narodil na zámku Veselí nad Moravou jako osmý z deseti dětí. Rozhodl se pro kariéru u námořnictva, studoval na námořní akademii v Terstu a Rijece (1855–1859). K c. k. námořnictvu vstoupil jako kadet v roce 1859 a ještě téhož roku se zúčastnil války se Sardinií. Poté vystřídal službu na různých lodích a u námořních základen v Pule a Terstu. Na řadové lodi SMS Kaiser se zúčastnil dánsko-německé války v roce 1864 a v listopadu téhož roku získal hodnost praporčíka. V roce 1870 byl povýšen na poručíka II. třídy o dva roky později získal hodnost poručíka I. třídy (1872). Sloužil na válečných lodích různých velikostí, působil u válečných přístavů v Terstu a Pule a byl i důstojníkem jednotek námořní pěchoty na pevnině.
V roce 1886 dosáhl hodnosti fregatního kapitána a jako první komorník (Kammer Vorsteher) byl přidělen ke dvoru arcivévody Karla Štěpána. Od roku 1893 byl u Karla Štěpána nejvyšším hofmistrem V té době již u námořnictva nesloužil, ale nadále postupoval v hodnostech, v roce 1898 byl povýšen na kontradmirála a nakonec v roce 1906 obdržel titulární hodnost viceadmirála.
Zemřel svobodný a bezdětný 3. května 1907 ve věku 64 let ve vídeňském paláci arcivévody Karla Štěpána.

## Tituly a ocenění
Jako příslušník starého šlechtického rodu užíval šlechtický titul hraběte a v roce 1874 byl jmenován c. k. komořím. Ve funkci hofmistra arcivévody Karla Štěpána obdržel v roce 1893 titul c. k. tajného rady s nárokem na oslovení Excelence. Byl také rytířem Maltézského řádu.

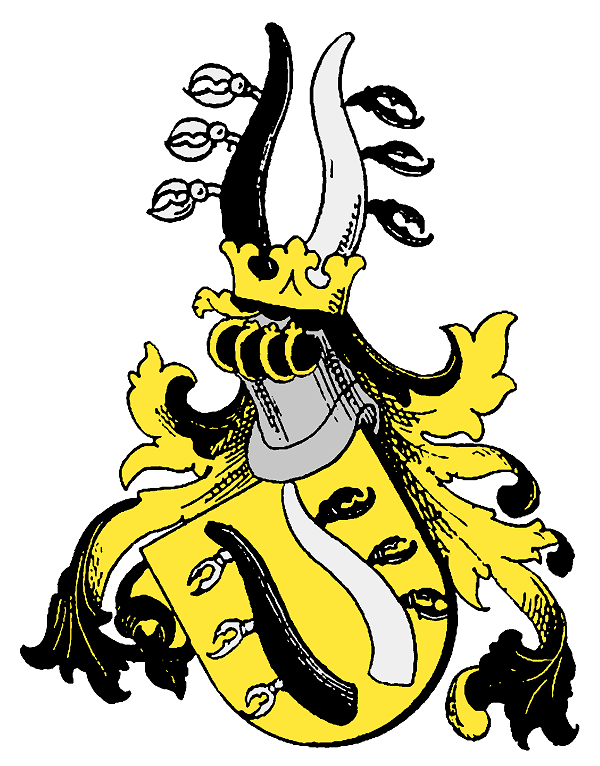
Erb rodu Chorinských z Ledské

### Rakousko-Uhersko
- Válečná pamětní medaile (1864)
- Válečná medaile (1873)
- Služební odznak pro důstojníky III. třídy (1884)
- Jubilejní pamětní medaile (1898)
- Služební odznak pro důstojníky II. třídy (1899)
- Řád železné koruny I. třídy (1903)

### Zahraničí
- komandér Řádu slávy (1871, Tunisko)
- Řád knížete Danila I. III. třídy (1877, Černá Hora)
- Řád sv. Stanislava III. třídy (1878, Rusko)
- Řád Osmanie IV. třídy (1882, Osmanská říše)
- Námořní záslužný kříž II. třídy (1888, Španělsko)
- Řád pruské koruny II. třídy (1891, Německo)
- Řád polární hvězdy II. třídy (1891, Švédsko)
- komandér Danebrožského řádu (1891, Dánsko)
- komandér Řádu Kristova (1891, Portugalsko)
- komandér Řádu svatého Josefa (1899, Toskánsko)
- velkokříž Námořního záslužného kříže (1903, Španělsko)